# جنزوري
الجنزوري أو الزنزوري (بالعبرية: זנזורי) هي لقب عائلة مشتق من اسم جنزور وتتواجد هذة العائلات في ليبيا ومصر وإسرائيل وإيطاليا، العائلات التي تتواجد في إسرائيل وإيطاليا يهود أصلهم من مدينة جنزور الليبية، حيث هاجر منهم إلى إسرائيل بعام 1949، والباقي هاجر إلى إيطاليا عام 1969.

## أشخاص بهذا اللقب
- كمال الجنزوري، شغل منصب رئيس وزراء مصر من 2 يناير 1996 حتي 5 أكتوبر 1999، وشغل المنصب مجدداً من 25 نوفمبر 2011 حتي 2 أغسطس 2012.
- سليمان الجمزوري (كما ينطقها بعض المصريون)، قارئ القرآن من مصر.